# Spitznattern
Die Spitznattern (Oxybelis) sind eine amerikanische Gattung der Nattern.

## Merkmale
Spitznattern zeichnen sich durch einen äußerst schlanken Körperbau und einen länglichen, spitz geformten Kopf aus. Sie erreichen zumeist eine Länge zwischen 100 und 150 cm. Die Kopfschilde sind teilweise entsprechend der länglichen Kopfform modifiziert. Die Körperschuppen können glatt oder leicht gekielt sein. Das Auge weist eine bei Lichteinfall rundliche Pupille auf. Die Färbung ist bei einigen Arten sehr variabel, wobei die Grundfärbung meist bräunlich oder grünlich ist. Oxybelis fulgidus und Oxybelis wilsoni sind typischerweise grünlich, während Oxybelis aeneus bräunlich gefärbt ist. Das Scutum anale kann geteilt oder ungeteilt sein.
Spitznattern besitzen einen Giftapparat, der aus Giftdrüsen (modifizierte Speicheldrüsen), Giftkanal und im hinteren Oberkiefer befindlichen, unbeweglichen Fangzähnen besteht (opistoglyphe Zahnstellung). Beim Menschen ist die Giftwirkung auf lokale Effekte beschränkt (leichte Schmerzen, Ödem, Erythem, Parästhesien).

## Lebensweise

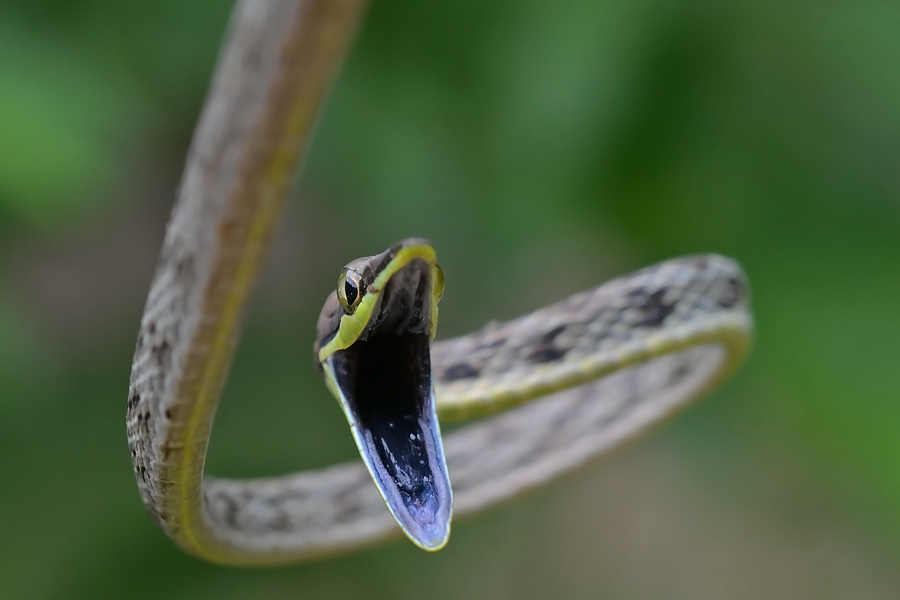
Erzspitznatter in Verteidigungsposition

Spitznattern besiedeln eine Vielzahl an Habitaten von Meeresspiegelhöhe bis in 2.500 m Höhe, wobei ein Großteil der Lebensräume von tropischen und subtropischen Gehölzbeständen, etwa in Galeriewäldern und Savannen, dargestellt wird. Weiterhin gibt es Vorkommen in semiariden bis ariden Gegenden. Es wird eine weitestgehend arboreale (baumbewohnende bzw. kletternde) Lebensweise geführt, wobei sich die Tiere geschickt und rasch im Geäst von Bäumen und Sträuchern fortbewegen. Zum Beutespektrum zählen in erster Linie Echsen, teilweise auch Kleinsäuger und Vögel. Einige Autoren geben ferner Insekten als Nahrung an. Beutetiere werden durch das Giftsekret immobilisiert. Die Fortpflanzung erfolgt durch Oviparie, also eierlegend.
Bei Gefahr erstarren Spitznattern häufig und vertrauen auf ihre Tarnung: Körperbau und Färbung erwecken im Geäst den Eindruck eines Asts. Bei Provokation wird der Vorderkörper in S-förmigen Schlingen gelegt und das Maul weit aufgesperrt. Bei anhaltender Provokation setzen sich die Tiere durch Bisse zur Wehr.

## Systematik

### Arten und Verbreitung
Es sind momentan 11 Arten der Gattung Oxybelis bekannt (Stand Dezember 2022):
- Erzspitznatter, Oxybelis aeneus (Wagler, 1824); Nordamerika (nördlich bis Südarizona, USA) sowie weite Teile Zentral- und Südamerikas
- Oxybelis brevirostris (Cope, 1861); Costa Rica, Ecuador, Honduras, Kolumbien, Nicaragua, Panama
- Oxybelis fulgidus (Daudin, 1803); Zentral- und Südamerika
- Oxybelis inkaterra Jadin, Jowers, Orlofske, Duellman, Blair & Murphy, 2021; Peru
- Oxybelis koehleri Jadin, Blair, Orlofske, Jowers, Rivas, Vitt, Ray, Smith & Murphy, 2020; Costa Rica, El Salvador, Guatemala, Honduras, Nicaragua
- Oxybelis microphthalmus Barbour & Amaral, 1926; Mexiko, USA
- Oxybelis potosiensis Taylor, 1941; Belize, Mexiko
- Oxybelis rutherfordi Jadin, Blair, Orlofske, Jowers, Rivas, Vitt, Ray, Smith & Murphy, 2020; Französisch-Guayana, Trinidad, Isla Margarita, Los Testigos, Venezuela
- Oxybelis transandinus Torres-Carvajal, Mejía-Guerrero & Terán, 2021; Ecuador
- Oxybelis vittatus (Girard, 1854); Kolumbien, Panama
- Oxybelis wilsoni Villa & McCranie, 1995; Roatán, Honduras

### Phylogenetik
In Anbetracht des großen Verbreitungsgebietes und der Vielzahl an Lebensräumen stellt sich die Frage nach dem taxonomischen Status der Gattung und ihrer Arten. In diesem Zusammenhang wurden molekularbiologische Untersuchungen mitochondrialer Gene (mtDNA: Cyt b (Cytochrom b), ND4 (NADH-Dehydrogenase-Untereinheit 4)) und nuklearer Gene (nDNA: cmos (Oocyte maturation factor), PRLR (Prolaktinrezeptor)) zentralamerikanischer Populationen durchgeführt und ausgewertet. Dabei wurde nach Bayesischer Inferenz und Maximum-Likelihood-Methode verfahren. Die Ergebnisse legen nahe, dass die Gattung Oxybelis während des Miozäns vor etwa 20,5 mya evolvierte und sich von der Schwestergattung Leptophis trennte. Die Stellung von Oxybelis innerhalb der Colubrinae ist unklar.
Die Ergebnisse von Jadin et al. (2019) widersprechen jenen von Pyron et al. (2011, 2013), nach denen Oxybelis ein Schwestertaxon von Opheodrys (Grasnattern) sei. Eine Klade, welche die Gattungen Chironius, Dendrophidion, Drymobius, Leptophis, Opheodrys und Oxybelis umfasst, wird durch Jadin et al. jedoch unterstützt.
Innerhalb von Oxybelis werden zwei Hauptkladen beschrieben, die sich während des mittleren Miozäns vor 14,5 mya trennten:
1. O. aeneus
2. O. fulgidus und O. wilsoni

Bei O. aeneus handelt es sich vermutlich um einen Artenkomplex, dessen exakte phylogenetische Systematik ungeklärt ist; eine evolutive Diversifikation der noch unklaren Abstammungslinien fand vermutlich während des Pliozäns statt (5,7 bis 3 mya). Die Artbildung von O. fulgidus und O. wilsoni fand vor etwa 3 mya statt.

## Etymologie
Die Gattungsbezeichnung „Oxybelis“ leitet sich vom griechischen „Oxy“ für „spitz“ und „belas“ für „Pfeil“ ab. Diese Bezeichnung lehnt an die langgestreckte Form des Kopfes an.